# Nicolau dos Reis Lobato
Nicolau dos Reis Lobato, född 24 maj 1946 i Soibada, Portugisiska Timor, död 31 december 1978 var en östtimoresisk politiker och nationalhjälte.
När Fretilin utropade Östtimors självständighet från Portugal den 28 november 1975 blev han utsedd till statsminister. Vid den indonesiska invasionen den 7 december samma år, tvingades hela Fretilins ledning att fly från Dili upp i bergen för att bekämpa ockupationsarmén. På nyårsafton 1978 dödades Lobito vid ett bakhåll i bergen.

## Biografi
Nicolau Lobato var äldste son till skolläraren Narciso Manuel Lobato och hans hustru Felismina Alves. Lobato gick i grundskola i Soibada tills han var 13 år och därefter i en katolsk gymnasieskola i distriktet Dili. Hans bästa ämnen var matematik och portugisiska och han drömde om att studera vidare i Coimbra i Portugal. Men hans far blev sjuk och Lobato måste arbeta för att bidra till försörjningen av hans 11 yngre syskon. 1966 påbörjade Lobito två års militärutbildning i den portugisiska kolonialarmén och blev sergeant.
1974 var han en av grundarna till partiet ASDT, Timoresiska Social Demokratiska Partiet. I september 1975 bytte partiet namn till Fretilin och utropade Östtimors självständighet den 28 november. Lobato utsågs till statsminister och vicepresident. Efter Indonesiens invasion blev han en av ledarna i Falintil som förde gerillakrig mot TNI, den indonesiska krigsmakten.

## Bakhållet
Frihetskriget mot Indonesien var i början framgångsrikt och större delen av landsbygdsbefolkningen fick information och hjälp av Fretilin och allt fler stödde Falintil. Den 12 december 1978 lyckades TNI stänga Radio Maubere och samtidigt försökte de oskadliggöra Falintils ledare. TNI flyttade sina elittrupper från plats till plats med helikopter och lyckades upptäcka Falintils stab i en dal nära berget Tatamailau. Löjtnanten Prabowo Subianto arrangerade ett bakhåll och dödade Lobato med flera den 31 december. Lobitos kropp flögs till Dili och visades upp för general Jusef. Efter att ha sett kroppen förklarade generalen att rebellarmén på Östtimor hade utplånats, vilket publicerades i indonesiska tidningar.
Två år senare hade Falintil återhämtat sig under ledning av Xanana Gusmão.

## Eftermäle
Nicolau Lobato förklarades som Nationens hjälte och Östtimors internationella flygplats döptes för att hedra hans minne (Presidente Nicolau Lobato International Airport). 

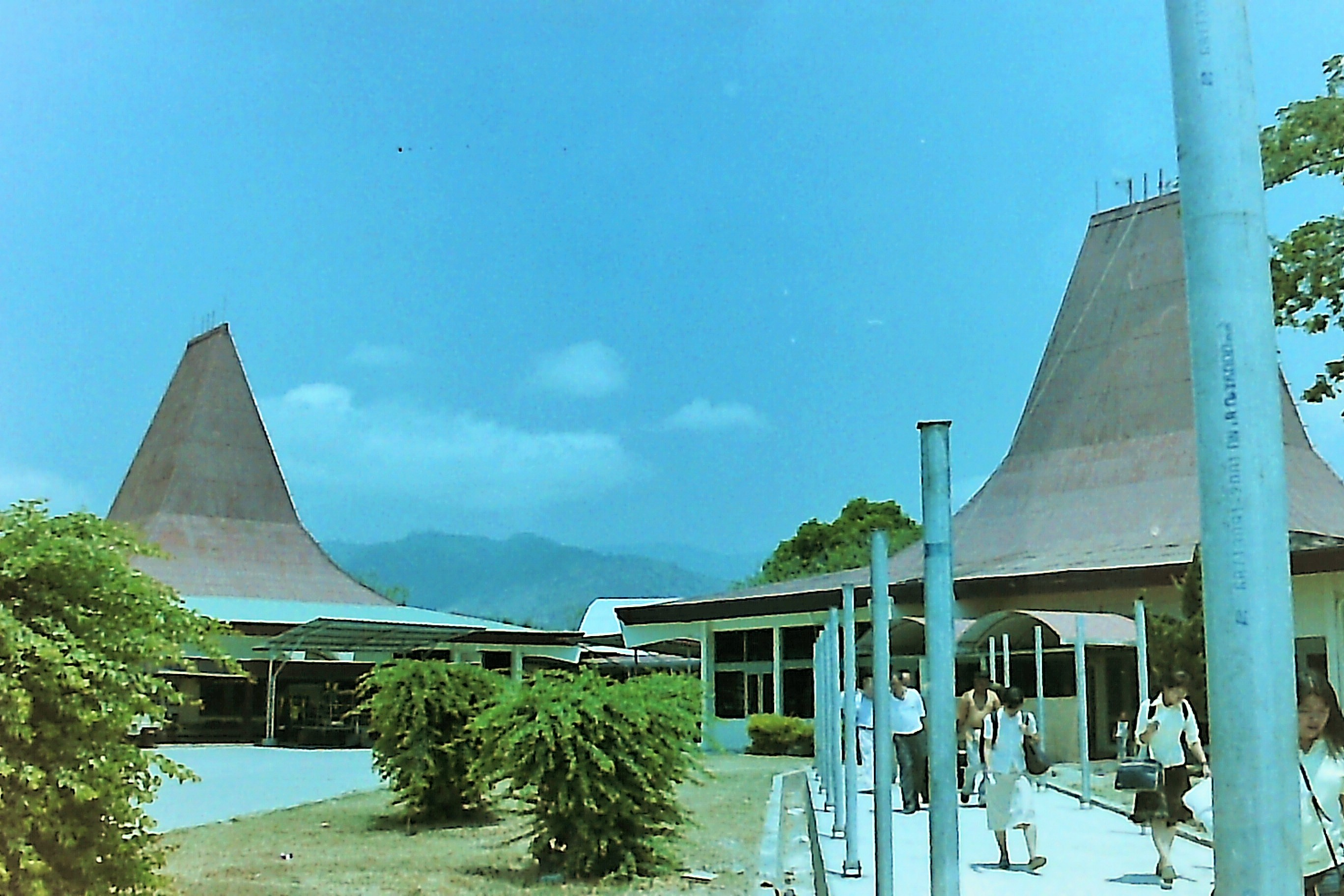
Nicolau Lobato International Airport
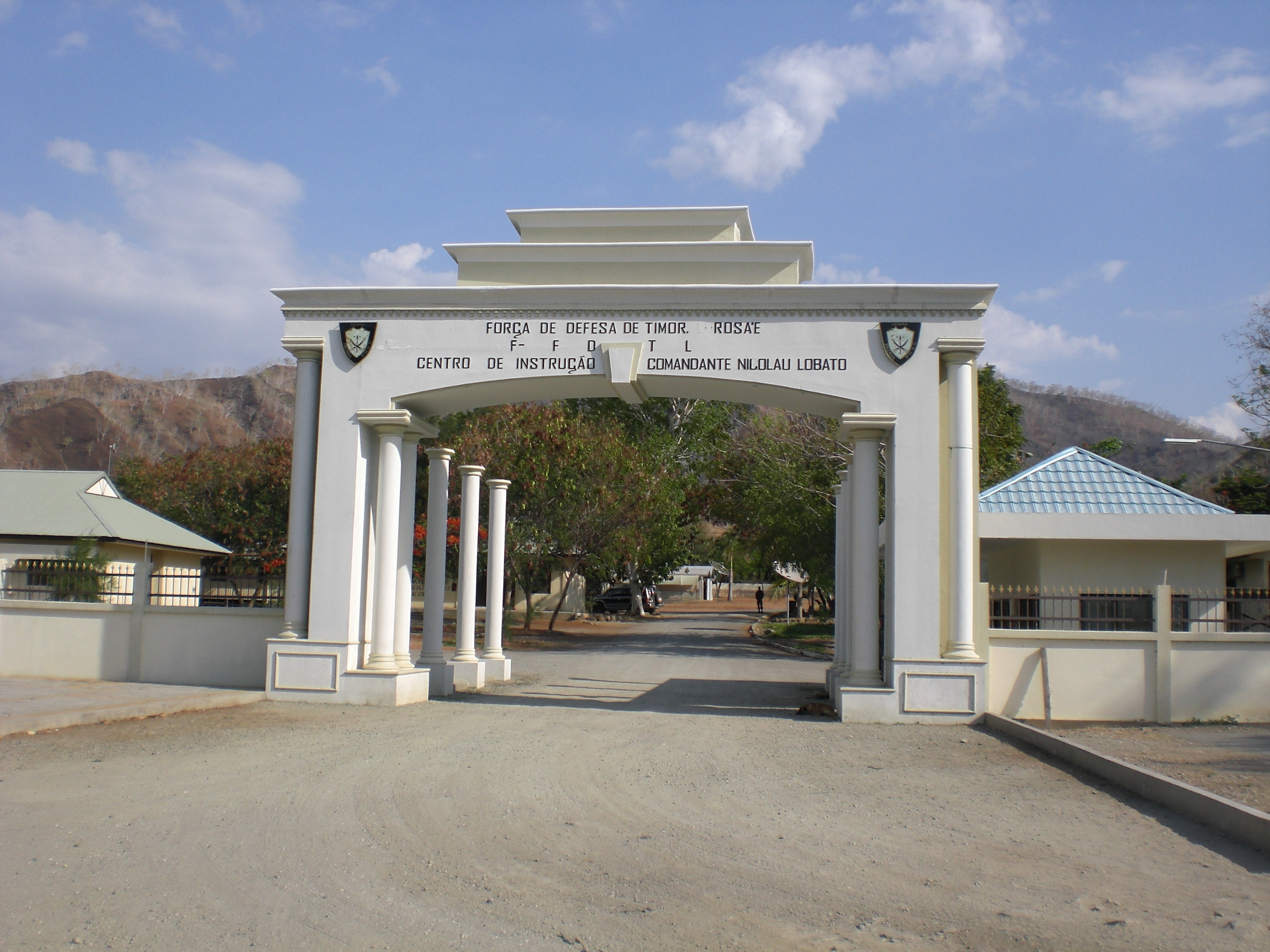
Militärakademin ’’Comandante Nicolau Lobato’’
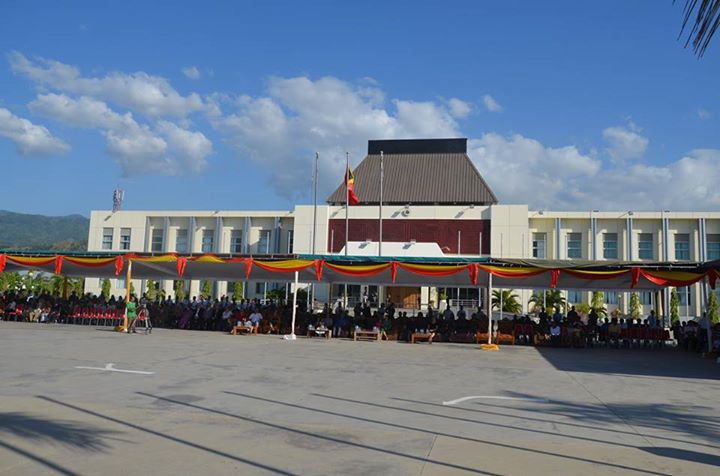
Nicolau Lobato President Palats